# جميل السيد
اللواء جميل السيد ، (1950-) سياسي لبناني ومدير عام الأمن اللبناني السابق في الفترة ما بين عامي (1998 - 2005).

## عن حياته
ولد جميل محمد محسن أمين السيّد في النبي ايلا - قضاء زحلة في 15 يوليو 1950 ، وهو ينتمي إلى الطائفة الشيعية ، وقد خدم في الجيش 30 سنة حتى 24-12-1998 ثم 7 سنوات في الأمن العام حتى 5-5-2005 تاريخ تقديم استقالته في خضم التداعيات السياسية التي اعقبت اغتيال الرئيس رفيق الحريري.

## في الخدمة العسكرية
- لدى انقسام الجيش في 1975-1976 رفض الالتحاق بجيش الملازم أول أحمد الخطيب الذي أصدر مذكرة باعتقاله مع آخرين.
- غادر على الاثر إلى البقاع والتحق بالنواة الأولى لجيش الطلائع الذي حافظ على التنوع الطائفي بقيادة العميد الطيار فهيم الحاج وأصبح قائد سرية مدرعات في اللواء الأول بقيادة العميد إبراهيم شاهين.
- تسلّم في 1983 قيادة فرع استخبارات الجيش اللبناني في البقاع وعُيّن في آب 1991 مساعداً لمدير الاستخبارات في الجيش اللبناني وبعد انتخاب العماد إميل لحود رئيساً للجمهورية في 1998 عُيّن مديراً للأمن العام خلافا للعادة التي اقتضت بتولي ماروني لهذا المنصب.

## أعماله العسكرية والأمنية
ترأس اللجنة العسكرية اللبنانية في مفاوضات الانسحاب الإسرائيلي من جنوب لبنان في العام 2000 التي اشرفت عليها الأمم المتحدة ولعب دور ضابط الارتباط بين الدولة والمقاومة وقوات الطوارئ الدولية في جنوب لبنان وشارك في مفاوضات تحرير الاسرى المعتقلين في السجون الإسرائيلية. كان عضواً شبه دائم في الوفود الرسمية اللبنانية إلى القمم العربية وفي زيارات الرئيس لحود إلى الدول العربية والاجنبية. تابع دورات عسكرية عدة ونال عدداً من الأوسمة والتنويهات.

## إتهامات
كان أحد المتهمين الرئيسيين في قضية اغتيال رفيق الحريري ، وقد أوقف قيد التحقيق في سجن رومية لنحو أربع سنوات مع 3 ضباط آخرين، وباتوا يعرفوا بالضباط الأربعة.

## العائلة
متزوج من سوسن حمدان ولهما أربعة أولاد: مالك ومازن وسامر وسارة.